# Metryka książki

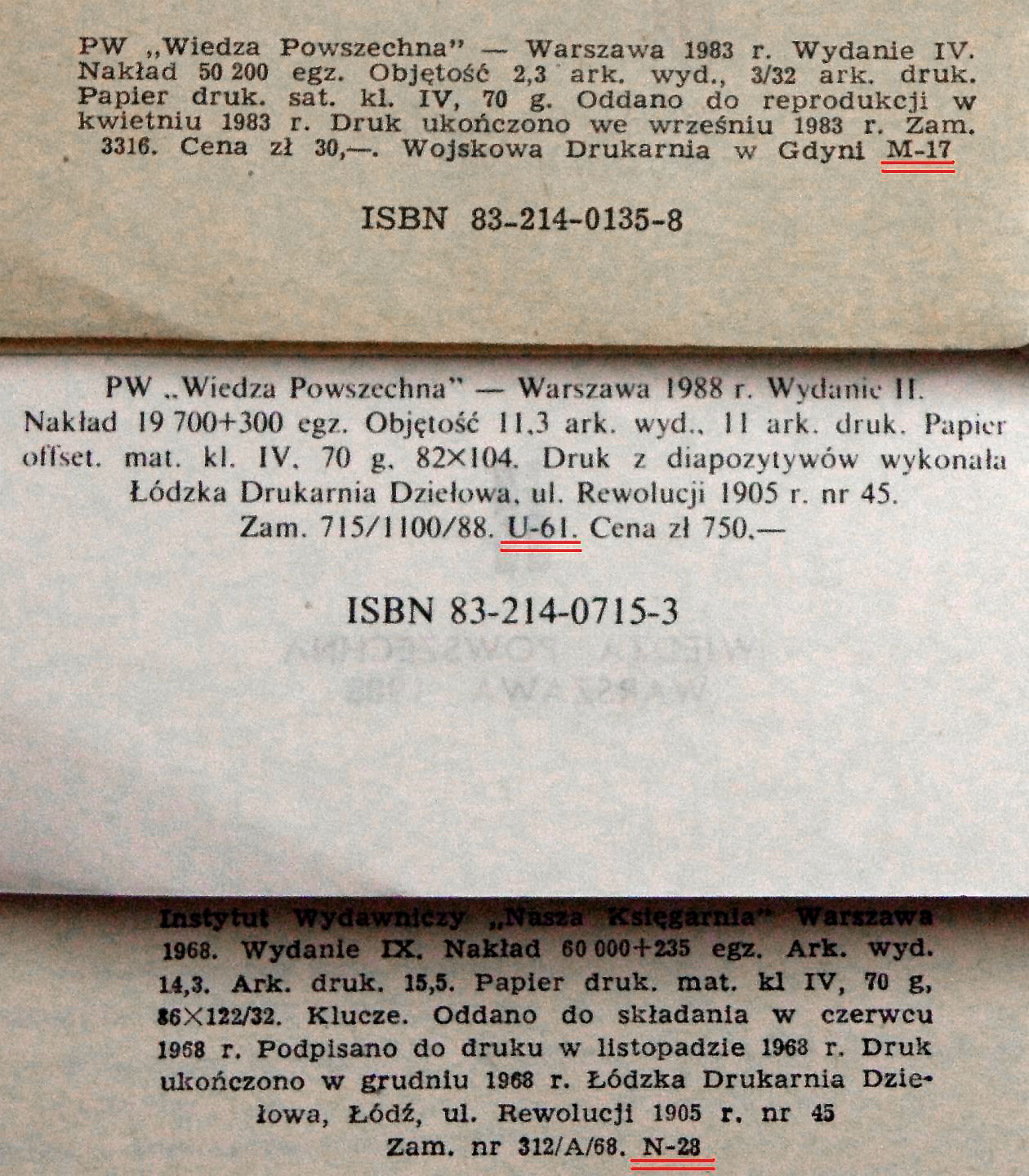
Metryki w stopkach redakcyjnych

Metryka książki – informacje dotyczące wydawniczych i technicznych aspektów wydania książki, leżące na czwartej stronie (czyli na kolumnie redakcyjnej) tzw. czwórki tytułowej, czyli pierwszych czterech stron książki. Strona ta składa się z dwóch części: na górze jest metryka wydawnicza, a na dole metryka drukarska. W wydawnictwach bibliofilskich, oraz o najwyższym poziomie edytorskim, spotykana jest również metryka typograficzna.

## Metryka wydawnicza
- ISBN (międzynarodowy znormalizowany numer książki)
- tytuł, autor (lub autorzy w pracy zbiorowej)
- nazwa wydawcy (także adres, inne kontakty)
- nazwa serii wydawniczej
- w przypadku tłumaczenia – tytuł oryginału, jego autor i wydawca, nazwisko tłumacza
- prawa autorskie, wydawnicze i inne, informacja o znakach zastrzeżonych, towarowych, handlowych...
- nazwiska autorów zawartości ilustracyjnej książki: grafików, projektantów okładki, ilustratorów, fotografików, wykonawców rysunków technicznych etc... (ew. z wyszczególnieniem stron, lub numerów ilustracji)
- informacje o wykorzystanych fragmentach innych prac
- nazwiska osób współuczestniczących w przygotowaniu książki: redaktorów wydania (ew. redaktorów serii), redaktorów naukowych, merytorycznych, technicznych, typografów, recenzentów, opiniodawców, korekty etc...
- informacje dla biblioteki, np. tytuł skrócony, streszczenie, charakterystyka treści, przeznaczenie, zalecana grupa czytelników
- zezwolenia, np. instytucji kościelnej (tzw. imprimatur), Ministerstwa Edukacji etc...
- zastrzeżenia co do wykorzystania całości lub fragmentu książki

## Metryka drukarska
- nazwa instytucji wydawniczej
- numer, miejsce i rok wydania
- numer kolejnej publikacji wydanej przez daną instytucję wydawniczą
- wielkość nakładu
- objętość książki w arkuszach wydawniczych i arkuszach drukarskich
- papier – gatunek, format, gramatura papieru, ew. nazwa papierni
- daty przekazania maszynopisu do składu, podpisania książki do druku oraz zakończenia druku
- nazwa i adres drukarni oraz numer zamówienia
- kiedyś, gdy podawano cenę detaliczną książki, umieszczano ją również w metryce
- w okresie istnienia w Polsce cenzury na końcu metryki umieszczano sygnaturę cenzora (por. zdjęcie).

Obecnie odchodzi się od stosowania metryki drukarskiej, a nieliczne niezbędne informacje są przenoszone do metryki wydawniczej.
Pierwowzorem metryki był kolofon, który w książkach rękopiśmiennych i pierwszych drukowanych był umieszczany na końcu dzieła. Dziś słowo to bywa również żargonowym określeniem metryki.